# 本蘇萊曼
本蘇萊曼是非洲北部國家摩洛哥的城鎮，由沙維雅-瓦拉迪格大區負責管轄，距離首都拉巴特和最大城市卡薩布蘭卡 (達爾貝達) 60公里，海拔高度233米，2004年人口46,478。由於本蘇萊曼沒有污染環境的工業，因此有綠色城市的綽號。